# George Benson
George Benson (Pittsburgh, Pennsylvania, 1943. március 22. –) tízszeres Grammy-díjas amerikai énekes, a dzsessz történetének egyik legnagyobb gitárosa. 

## Életpályája

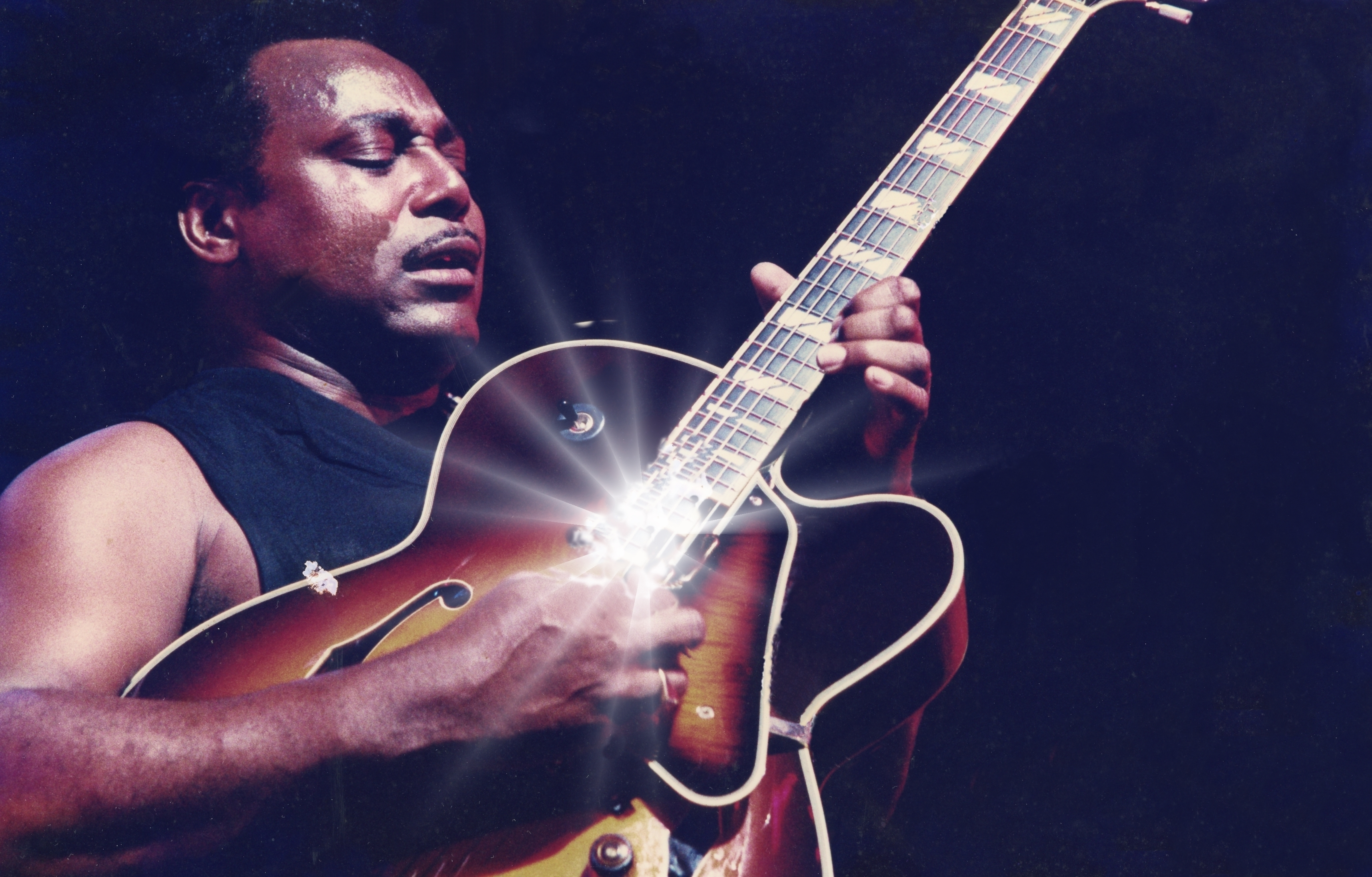

Énekesként kezdte a zenészpályát. Mély, érzéki, kifejező tenorhangja volt. Nyolcévesen már éjszakai mulatókban lépett fel, 1954-ben pedig az RCA Corporation négy lemezoldalnyi zenét vett fel vele. Tizenhét éves korában rockegyüttest alapított. Gyakran hallgatta Wes Montgomery és Charlie Parker felvételeit. 1962-ben a Brother Jack McDuff együttes tagja lett. Miután 1965-ben megalapította saját zenekarát, a Columbia Recordsnál elkészült két albuma is, az egyik soul-jazz, a másik bebop stílusban.
Sok zenész lemezén feltűnt a neve, többek között Miles Davis Miles in the Sky c. albumán. 1967-ben a Verve Records kiadóhoz szerződött.
A 2006-os, Al Jarreau-val közösen készített Givin’ It Up c. lemeze  három Grammy-díj-jelölést is kapott, külön-külön kategóriákban. Élete során összesen tíz Grammy-díjat kapott. Szerepelt a Montreux-i Jazz Fesztiválon, Montrealban és sok más fesztiválon.

## Diszkográfia

### Stúdióalbumok
- The New Boss Guitar (1964)
- It's Uptown (1966)
- The George Benson Cookbook (1966)
- Giblet Gravy (1968)
- Shape of Things to Come (1968)
- Goodies (1968)
- Tell It Like It Is (1969)
- I Got a Woman and Some Blues (1969)
- The Other Side of Abbey Road (1969)
- Beyond the Blue Horizon (1971)
- White Rabbit (1971)
- Body Talk (1973)
- Bad Benson (1974)
- Good King Bad (1975)
- Breezin' (1976)
- Benson & Farrell  (1976)
- In Flight (1976)
- Livin' Inside Your Love (1979)
- Give Me the Night (1980)
- In Your Eyes (1983)
- Pacific Fire (1983)
- 20/20 (1984)
- While the City Sleeps... (1986)
- Collaboration (1987)
- Twice the Love (1988)
- TTenderly (1989)
- Big Boss Band (1990)
- Love Remembers (1993)
- That’s Right (1996)
- Standing Together (1998)
- Absolute Benson (2000)
- Irreplaceable (2003)
- Givin' It Up (+ Al Jarreau) (2006)
- Songs and Stories (2009)
- Guitar Man (2011)
- Inspiration: A Tribute to Nat King Cole (2013)